# Uladzislau Bulajau
Uladzislau Bulajau (23 de enero de 1999) es un deportista de Bielorrusia que compite en atletismo. Ganó una medalla de plata en el Campeonato Europeo de Atletismo por Equipos de 2019, en la prueba de salto de longitud.